# طويدره (مقاطعة كلاردشت)
طويدره (بالفارسية: طوی‌دره) هي قرية تقع في قسم كلاردشت الغربي الريفي (مقاطعة كلاردشت) في إيران. يقدر عدد سكانها بـ 669 نسمة بحسب إحصاء 2016.